# Varen
Varen és un municipi del cantó suís del Valais, situat al districte de Leuk.